# Vladimir Makovski (football)
Pour les articles homonymes, voir Makovski.
Vladimir Makovski (en biélorusse : Уладзімір Макоўскі, en russe : Владимир Маковский), né le 23 avril 1977 à Maladetchna en Biélorussie, est un footballeur international biélorusse, devenu entraîneur à l'issue de sa carrière, qui évoluait au poste d'attaquant. 
Son frère jumeau Mikhaïl Makovski est également joueur de football.

## Biographie

### Carrière de joueur
Vladimir Makovski dispute un match en Ligue des champions, et trois matchs en Coupe de l'UEFA,.

### Carrière internationale
Vladimir Makovski compte 28 sélections et 4 buts avec l'équipe de Biélorussie entre 1995 et 2006. 
Il est convoqué pour la première fois par le sélectionneur national Sergueï Borovski pour un match amical contre la Lituanie le 29 juillet 1995 (1-1). Par la suite, le 31 août 1996, il inscrit son premier but en sélection contre l'Estonie, lors d'un match des éliminatoires de la Coupe du monde 1998 (victoire 1-0). Il reçoit sa dernière sélection le 1er mars 2006 contre la Finlande (2-2).

## Palmarès

### En club
- Avec le Dynamo Minsk
  - Champion de Biélorussie en 1997
  - Vainqueur de la Coupe de Biélorussie en 2003

- Avec le Dynamo Kiev
  - Champion d'Ukraine en 1998 et 1999
  - Vainqueur de la Coupe d'Ukraine en 1998 et 1999

### Distinctions personnelles
- Élu Footballeur biélorusse de l'année en 1996